# Maamigili Airport
Maamigili Airport är en flygplats i Maldiverna. Den ligger i den västra delen av landet. Maamigili Airport ligger 2 meter över havet.
Terrängen runt Maamigili Airport är mycket platt.